# Ghost Rockets
Ghost Rockets är en svensk dokumentärfilm från 2015 i regi av Michael Cavanagh och Kerstin Übelacker. Filmen skildrar hur journalisten Clas Svahn drar igång en expedition på jakt efter "spökraketen", en oidentifierad farkost som siktats i Norrland.

## Handling
Varje år får organisationen UFO-Sverige in rapporter om oförklarliga ting. En sådan är den om "spökraketen". En expedition ledd av Clas Svahn inleder en jakt på den märkliga farkosten.
Filmen tar avstamp i tidigare hemligstämplade rapporter från svenska försvaret där man kan läsa om cigarrformade farkoster som tros ha landats i svenska sjöar på 1940-talet. Expeditionen kommer i kontakt med ett par som bevittnat samma företeelse i Norrland på 1990-talet. Den beger sig till sjön Nammajaure utanför Jokkmokk för att där inleda sitt sökande.

## Om filmen
Ghost Rockets producerades av Übelacker för bolaget We Have a Plan, med stöd av Stiftelsen Svenska Filminstitutet. Manus skrevs av Übelacker och Cavanagh och filmen fotades av Cavanagh, Janssen Herr och Übelacker. Musiken komponerades av Gustav Wall. Klippare var Erik Bäfving.
Filmen hade premiär den 25 januari 2015 på Göteborgs filmfestival. Den 6 mars 2015 visades den på Tempo dokumentärfestival. Den hade biopremiär på biografen Cnema i Norrköping den 24 april 2015.

## Mottagande
Tidningen Sydsvenskan gav filmen betyget 3/5. Recensenten Michael Tapper skrev: "Cavanagh & Übelacker har gjort en underfundig och lite rörande film som, att döma av Ufo-Sveriges hemsida, även gått hem hos himlaspanarna själva."